# Шипшев, Тимур Каральбиевич
Тиму́р Каральби́евич Ши́пшев (род. 31 августа 1970, Нарткала, Кабардино-Балкарская АССР) — советский и российский футболист, российский футбольный тренер.

## Карьера

### Клубная
Профессиональную карьеру начал в 1990 году в команде «Ремонтник» Прохладный. Долгое время провёл в нальчикском «Спартаке», за который отыграл 9 сезонов. Также выступал за другие команды из Кабардино-Балкарии.

### Тренерская
Входил в тренерский штаб «Спартака-Нальчика». 7 апреля 2012 года после отставки главного тренера команды Сергея Ташуева временно возглавил «Спартак-Нальчик». В первом же матче команды под руководством Шипшева она одержала уверенную победу над нижегородской «Волгой» со счётом 3:0. Тем не менее, Шипшеву не удалось увести команду с последнего места в РФПЛ, и «Спартак-Нальчик» выбыл в ФНЛ. Утверждён в должности главного тренера 6 июля 2012 года.
Некоторое время де-юре был главным тренером «Тамбовa», поскольку у Сергея Первушина не было необходимой для должности главного тренера лицензии.
Летом 2021 года вместе с тренерским штабом «Тамбова» перешёл в «Кубань». После увольнения Сергея Первушина стал исполняющим обязанности главного тренера, в первом матче под его руководством команда обыграла ивановский «Текстильщик» со счётом 1:0, одержав первую победу в сезоне. 18 августа 2021 года покинул клуб.
14 января 2022 года вошёл в тренерский штаб Александра Григоряна в женской команде ЦСКА.